# Io (mythologie)
Pour les articles homonymes, voir Io.
 (août 2009).
Si vous disposez d'ouvrages ou d'articles de référence ou si vous connaissez des sites web de qualité traitant du thème abordé ici, merci de compléter l'article en donnant les références utiles à sa vérifiabilité et en les liant à la section « Notes et références ».
Dans la mythologie grecque, Io (en grec ancien Ἰώ / Iố) est la fille (ou tout au moins la descendante, d'après le Catalogue des femmes la nommant « fille de Pirene ») du dieu fleuve Inachos, roi d'Argos, et de Mélia (ou d'Iasos et de Leucané). Elle a une sœur, Mycène, une fille, Céroessa, et un fils, Épaphos, par lequel elle est l'ancêtre des Danaïdes.

## Mythe
Le mythe d'Io est attesté en Grèce antique depuis le VIIe siècle av. J.-C..

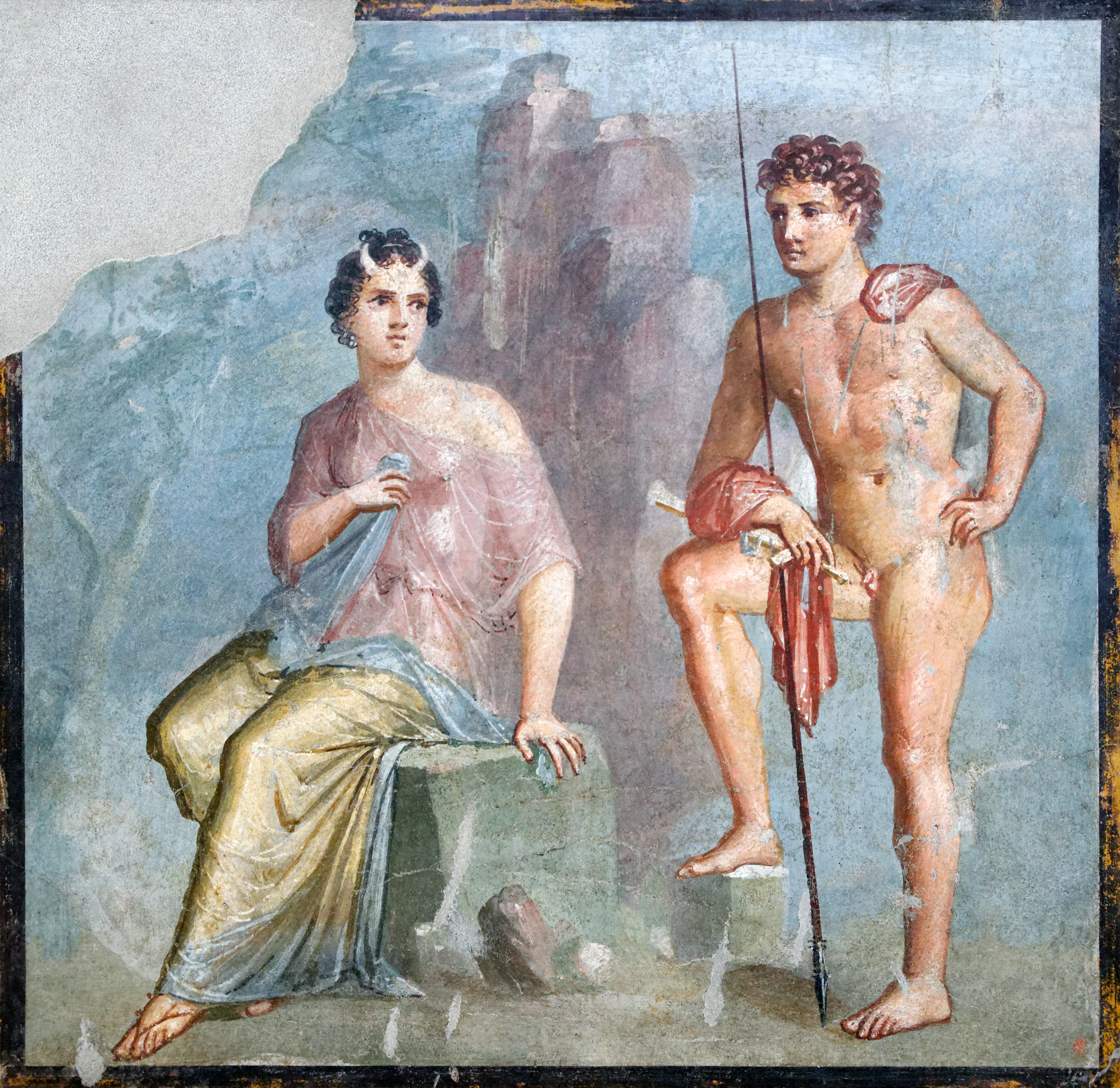
Io et Argos, fresque antique de Pompéi, musée archéologique national de Naples.

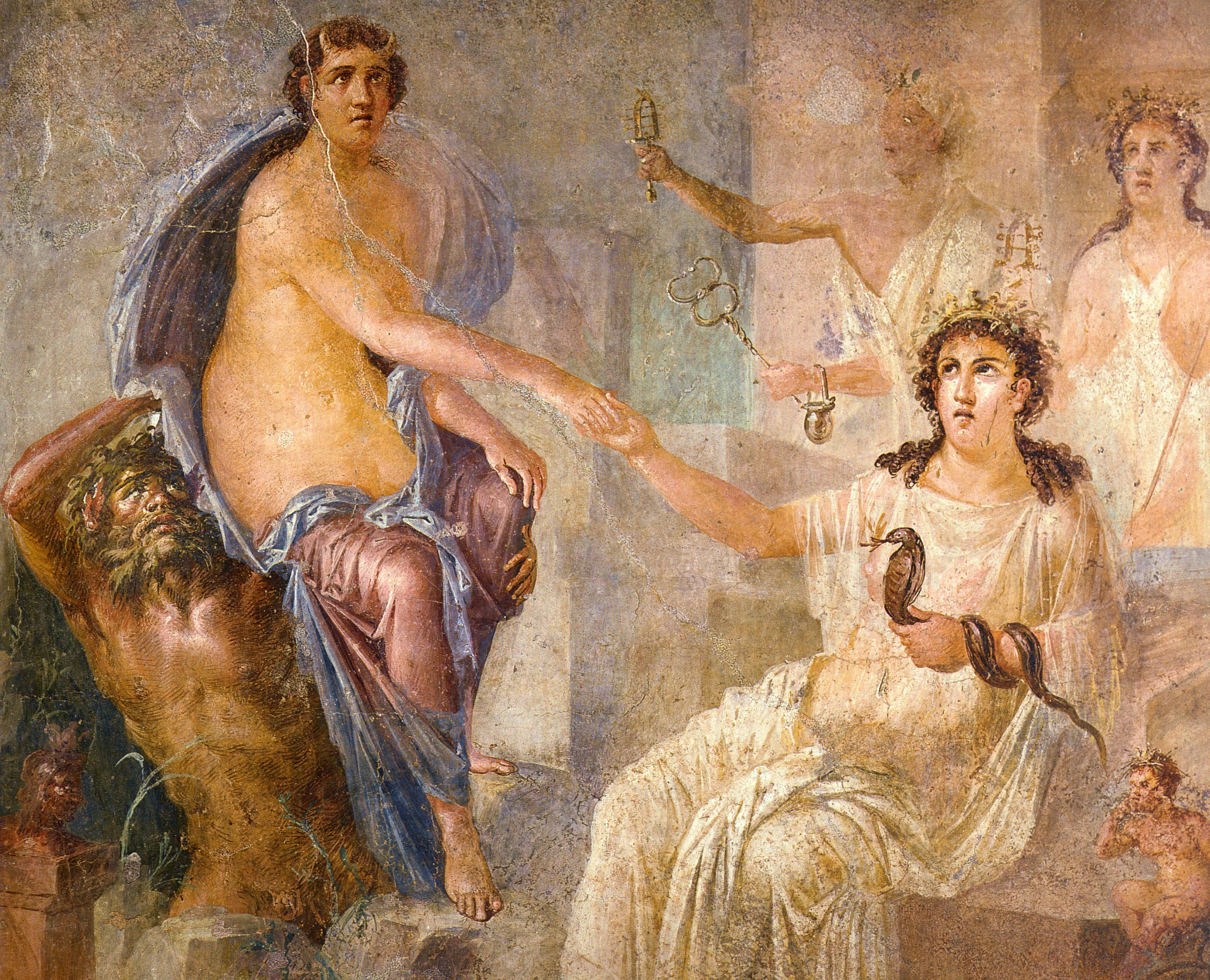
Io et Isis, fresque antique de Pompéi, musée archéologique national de Naples.

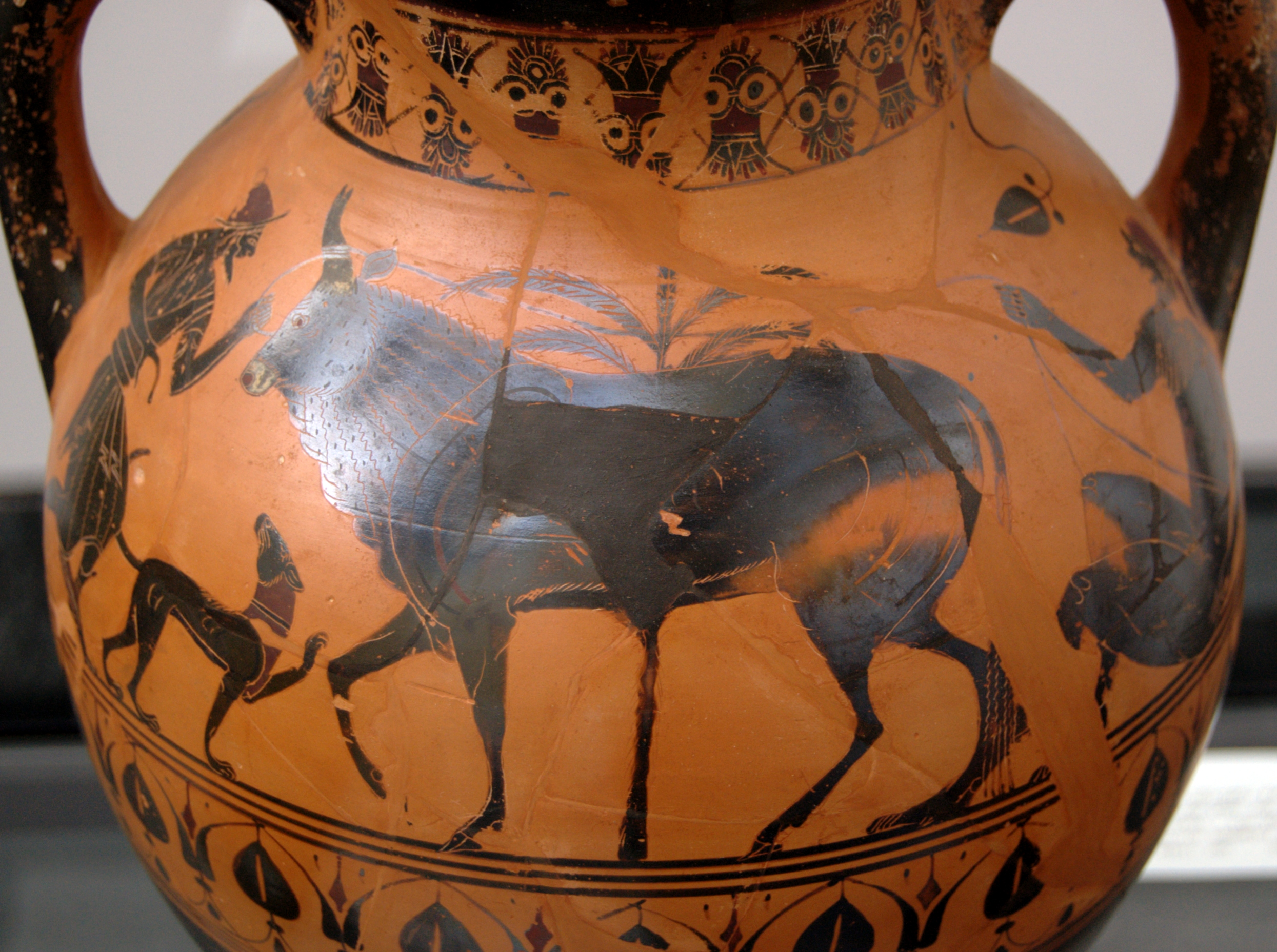
Hermès, Io (en vache) et Argos, amphore à figures noires, 540-530 av. J.-C., Munich, Collection des Antiquités (Inv. 585).

Io, prêtresse au temple d'Héra à Argos, fut remarquée un jour par Zeus et elle devint rapidement une de ses nombreuses maîtresses. Zeus lui donnait de fréquents rendez-vous en se changeant en nuage. Leur relation continua jusqu'à ce que Héra, l'épouse de Zeus, les eût presque surpris en forêt. Zeus parvint à échapper à cette situation en transformant Io en une belle génisse blanche. 
Cependant, Héra ne fut pas dupe et exigea de Zeus qu'il lui donnât la génisse comme présent. Une fois que Io fut donnée à Héra, Zeus continua tout de même à la rencontrer en cachette, de temps en temps, en se changeant en taureau. Alors Héra la confia à la garde d'Argos pour qu'il la maintienne à l'écart de Zeus. Argos était un géant doté de cent yeux, dont cinquante dormaient à tour de rôle pendant que les autres veillaient. Zeus demanda alors à son fils Hermès de tuer Argos.

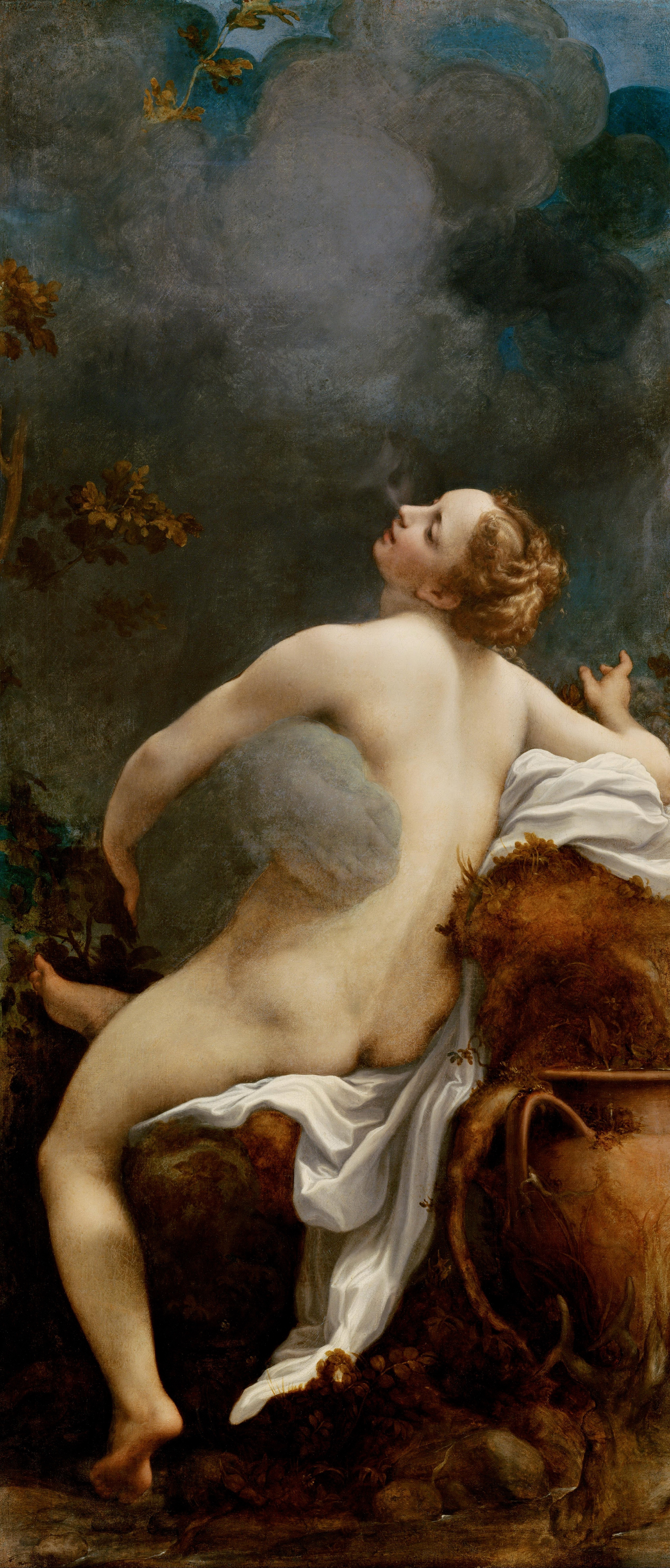
Le Corrège, Jupiter et Io (vers 1530), musée d'Histoire de l'art de Vienne.

Hermès alla trouver Argos et parvint à l'endormir en lui racontant une histoire très longue accompagnée du son de sa lyre. Quand Argos finit par s'endormir, Hermès lui coupa la tête. Pour honorer sa mémoire, Héra récupéra ses yeux et s'en servit pour garnir la queue de son animal favori, le paon. Et pour se venger, elle envoya sur Io un taon chargé de la piquer sans cesse. Celle-ci, affolée et rendue furieuse, s'enfuit et parcourut de nombreux pays. Dans sa fuite, elle rencontra Prométhée enchaîné sur le mont Caucase, qui lui révéla qu'un jour elle retrouverait sa forme humaine et deviendrait l'ancêtre d'un grand héros (Héraclès) auquel lui-même devrait plus tard sa propre libération. Elle traversa à la nage plusieurs mers d’Europe et d’Asie pour arriver finalement en Égypte, où elle retrouva sa forme humaine.

## Autres versions
Selon les Histoires incroyables de Palaiphatos de Samos, Io était fille du roi d'Argos, et ses concitoyens lui confièrent la charge d'être la prêtresse d'Héra. Enceinte contrairement aux vœux de son sacerdoce, craignant son père et ses concitoyens, elle s'enfuit, fut trouvée,capturée et enchaînée. Finalement, elle se donna à des marchands étrangers, et elle les supplia de la conduire en Égypte, où elle accoucha.
D’après le Prométhée d'Eschyle, elle laissa aussi son nom à la mer Ionienne. Sa légende la fait aussi lier, selon une étymologie populaire, au détroit du Bosphore (le gué de la vache), d'où elle finit par atteindre l'Égypte où Zeus lui rendit sa forme première de jeune femme et où elle donna naissance à leur fils Épaphos. Ce fut elle qui propagea dans sa nouvelle patrie le culte de Déméter, qu'elle appelait Isis. Aussi, dans l'Antiquité, Io est-elle identifiée à Isis ou à Hathor, et Épaphos à Apis. À la Renaissance, le mythologue Michael Maier l'assimile lui aussi à la déesse égyptienne Isis, ce qui explique selon lui la « statue d'Isis cornue » et la vache comme « l'image hiéroglyphique d'Isis ».

## Postérité

### Astronomie
Io est aussi le nom donné par l'astronome Simon Marius à l'une des lunes de Jupiter.

### Jeu
Le nom d'Io est souvent utilisé en mots croisés ; il en existe plusieurs centaines de définitions.

### Audiovisuel
Le mythe est l'objet de l'épisode 6 de La petite Olympe et les dieux (L'histoire vache de la belle Yo).